# Hrvatska radiotelevizija
Hrvatska radiotelevizija (skraćeno HRT) hrvatska je javna radijska i televizijska ustanova. Osnivač Hrvatske radiotelevizije jest Republika Hrvatska, a osnivačka prava ostvaruje Vlada Republike Hrvatske. Kao datum osnutka Hrvatske radiotelevizije uzima se 15. svibnja 1926., datum osnutka Hrvatskoga radija (tada Radio Zagreb). Negdašnja Televizija Zagreb, danas Hrvatska televizija, s emitiranjem je počela trideset godina poslije, 7. rujna 1956. godine. Zakonom koji je Hrvatski sabor donio 29. lipnja 1990. Radiotelevizija Zagreb preimenovana je u Hrvatsku radioteleviziju. Odlukom Vlade RH, negdašnja je Poslovna jedinica Odašiljači i veze početkom travnja 2002. izdvojena iz sustava HRT-a i ustanovljena kao trgovačko društvo.
Hrvatska radiotelevizija obavlja djelatnost pružanja javnih radiodifuzijskih usluga te joj Republika Hrvatska za to osigurava samostalno i neovisno financiranje sukladno Zakonu o Hrvatskoj radioteleviziji i pravilima o državnim potporama za javne radiodifuzijske usluge. U obavljanju svoje djelatnosti Hrvatska radiotelevizija neovisna je o svakome političkom utjecaju i komercijalnom interesu. U svojemu sastavu Hrvatska radiotelevizija osim televizije, radija i internetskih portala ima i Simfonijski orkestar HRT-a, Jazz orkestar HRT-a, Tamburaški orkestar HRT-a i Zbor HRT-a. Dana 25. svibnja 2012. arhiv televizijskoga i radijskoga programa te zbirka notnih zapisa glazbene proizvodnje dobili su status kulturnoga dobra.
Status joj je dodijeljen 2001. godine Zakonom o Hrvatskoj radioteleviziji. Tim Zakonom i propisima donesenim na temelju Zakona uređeni su djelatnost, funkcija i sadržaj javnih usluga, financiranje, upravljanje, nadzor i način rada Hrvatske radiotelevizije. Na Hrvatsku radioteleviziju primjenjuju se i odredbe Zakona o elektroničkim medijima.

## Povijest

### Radio Zagreb
Temelje radiodifuziji u Hrvata postavila je u ožujku 1924. skupina uglednih intelektualaca i poslovnih ljudi koja je osnovala Radio-klub Zagreb. Za predsjednika kluba izabran je astronom i fizičar dr. Oton Kučera. Radio-klub je imao 136 članova: 124 Zagrepčana i 12 članova iz drugih hrvatskih gradova. Izdavao je i časopis Radio-šport koji je imao važnu ulogu u promicanju radiodifuzije. Nakon dvogodišnjih napora, članovi Radio kluba uspjeli su pribaviti koncesiju i druge državne dozvole te utemeljiti Radio stanicu Zagreb. Odašiljanje je počelo 15. svibnja 1926. hrvatskom himnom i najavama ravnatelja dr. Ive Sterna i najavljivačice Božene Begović u 20:30 sati na srednjem valu od 350 metara. Stanica je otad kontinuirano odašiljala program. Na području tadašnje Zagrebačke direkcije pošta i telegrafa bilo je prijavljeno tek pedesetak radioprijamnika.
U sezoni 1927./28. telefonskim se vodom preko Beča stanica pridruživala u zajedničke emisije „Mreže srednjoeuropskih stanica” (Beč, Prag, Varšava, Budimpešta i druge), a u lipnju 1928. godine primljena je za punopravnog člana UIR-a (Union Internationale de Radiodifusion) u Ženevi, zastupajući ondašnju Kraljevinu SHS, u kojoj, kao ni u ostalim državama na prostoru Jugoistočne Europe, tada još nisu postojale druge radiodifuzne stanice. Tijekom prvih 14 godina svoga rada, Radio stanica Zagreb bila je u privatnom vlasništvu dioničkoga društva Radio Zagreb. Dana 1. svibnja 1940. Radio Zagreb izvlastila je Banovina Hrvatska. Preko Radija Zagreb Slavko Kvaternik je 10. travnja 1941. proglasio uspostavu NDH. Tijekom NDH Radio Zagreb je postao osnova na kojoj je nastao sustav radijskih postaja Hrvatski krugoval. U to se vrijeme Radio postaja Zagreb zvala Državna krugovalna postaja Zagreb. Nakon 1945. godine Radio Zagreb djeluje kao državno poduzeće, a kasnije kao društveno i javno poduzeće.
Prvo sjedište Radija Zagreb bilo je na adresi Markov trg 9, drugo u Vlaškoj ulici 116, a treće u Šubićevoj 20.

### Početci prikazivanja televizije
Dana 15. svibnja 1956., na 30. obljetnicu odašiljanja programa Radija Zagreb u Tomislavovom domu na Sljemenu, prvi je televizijski odašiljač u tadašnjoj Jugoslaviji, ali i jugoistočnom dijelu Europe, počeo s radom. Osnivač i prvi glavni ravnatelj Radiotelevizije Zagreb bio je narodni heroj Ivan Šibl, po kojem se danas zove nagrada za životno djelo HRT-a. Prikazivanje Televizije Zagreb počelo je izravnim prijenosom svečanoga otvorenja Zagrebačkoga velesajma na južnoj obali Save 7. rujna 1956. godine. Redovito prikazivanje pokusnoga programa Zagrebačke televizije iz Jurišićeve 4 počelo je 19. studenog iste godine. Već 12. svibnja iduće godine prikazan je prvi izravni televizijski prijenos nogometne utakmice sa stadiona u Maksimiru, nakon kojega su slijedili prijenosi i drugih sportskih događaja. Već 14. srpnja izravno se prenosi međunarodno sportsko natjecanje Gymnaestrada, čime su s radom počela i prva reportažna kola.
Godine 1958. TV Zagreb dobila je svoj samostalni dnevnik odvojen od Jugoslavenske radiotelevizije, koji je kasnije ukinut u svrhu ujedinjenja Televizije Ljubljana, Zagreb i Beograd, pri čemu je snimanje dnevnika dodijeljeno Televiziji Beograd. Televizija pak postaje sve jača i utjecajnija tako da se 1962. godine u Radničkom domu u Šubićevoj počinje opremati novi, veliki studio. Te se godine 23. srpnja prvi put satelitom Telstar preuzima inozemni program. Veliki tehnološki zaokret događa se 8. travnja 1963. kad se prvi put prikazuje magnetoskopski snimljena emisija, a na Dan Radija i Televizije 15. svibnja 1966. novopostavljenim UHF odašiljačem od 10 KW na Sljemenu prvi se put prikazuje program u boji. Nakon toga, 1. listopada 1968., na Televiziji Zagreb pokrenut je i zaseban program dnevnika kojeg se prikazivalo svakodnevno.

### Sedamdesete i osamdesete
U središnjem dijelu testne kartice mijenjali su se natpisi, ovisno od naziva odašiljača i programa, od JRT ZGRB1/2/3, JRT HTV1/2/3, HTV1/2/3 pa do HRT1/2/3. Koristila se prilikom nekada uobičajenoga noćnog prekidanja i jutarnjega ili dnevnoga započinjanja prikazivanja programa kako bi se provjerila ispravnost prijenosa signala, ali i ispravnost prijema i prikaza istog na zaslonima s katodnom cijevi.
U sedamdesetima slijedi rast programskih i kadrovskih potencijala. Dotada je većina zaposlenika dolazila na Televiziju s Radija, a tada u oba medija počinju stizati visokoobrazovani novinari i inženjeri izravno s fakulteta. Povremeno eksperimentalno emitiranje drugog programa Televizije Zagreb počelo je 27. kolovoza 1972. Također se postupno eksperimentira s programom u boji. Tih se godina ozbiljno razmišlja i o sjedinjavanju pogona na jednoj lokaciji, jer su u to vrijeme redakcije i pogoni raštrkani na više od 20 mjesta po cijelome Zagrebu. Televizija Zagreb počela je raditi u Jurišićevoj 4, zatim u Šubićevoj 20 i obližnjem Radničkom domu, dok je sjedište bilo u Dežmanovoj 10. Televizijski studiji bili su jedno vrijeme u adaptiranim prostorima istočne zgrade Strojarsko-brodograđevnog fakulteta (današnjeg FSB-a). Gradnja Doma Radiotelevizije na Prisavlju počinje polaganjem kamena temeljca 2. travnja 1975.
Kraj sedamdesetih važan je zbog velikoga zaokreta Televizije u tehničko-tehnološkom pristupu. TVZ uvodi sustav elektroničkoga prikupljanja vijesti, tzv. ENG (Electronic News Gathering), a većina snimatelja i montažera s filma prelazi na elektroniku. To je i razdoblje velikih projekata, poput Konferencije Pokreta nesvrstanih u Colombu 1976. i Mediteranskih igara u Splitu 1979. Već od 1983. postupno se dijelovi programa i tehnike sele u novi Dom na Prisavlju. Dva su sportska događaja osamdesetih ostala upamćena kao vrlo uspješni pothvati djelatnika Radija i Televizije Zagreb: praćenje događanja i prijenosi sportskih natjecanja na Zimskim olimpijskim igrama u Sarajevu 1984. i Univerzijade u Zagrebu 1987. Tek 1988. počinje stalna proizvodnja i prikazivanje televizijskoga programa s Prisavlja, kada počinje i pokusno prikazivanje Trećega programa Televizije Zagreb.

### Devedesete i Domovinski rat
Dana 29. lipnja 1990. Hrvatski sabor izglasao je Zakon kojim je Radiotelevizija Zagreb preimenovana u Hrvatsku radioteleviziju. Te je godine 30. travnja uveden teletekst kao stalni televizijski servis, a 4. svibnja 1990., prigodom održavanja natjecanja za Pjesmu Eurovizije u Zagrebu, puštena je u rad odašiljačko-prijamna satelitska stanica na Prisavlju. Uz veliki organizacijski pothvat i uspješno ostvarenje i prenošnje Pjesme Eurovizije u Zagrebu, HRT te godine postavlja nove standarde sportskih prijenosa praćenjem Europskoga prvenstva u atletici održanoga u Splitu.
Tijekom Domovinskoga rata od srpnja 1991. do veljače 1992. zaposjednuto je ili uništeno 80 % odašiljačkih objekata HRT-a. Petnaest velikih odašiljača i tridesetak pretvarača je izvan upotrebe, a 16. rujna i 4. listopada 1991. raketiran je i središnji odašiljač, Radiotelevizijski toranj Sljeme. Sve to vrijeme odašiljanje programa je bilo prekinuto samo jednom, 4. listopada na 15 minuta nakon bombardiranja odašiljača Sljeme. Većina dostupnih objekata popravljena je tijekom 1992., a dotada je program prikazivan smanjenom snagom ili s pričuvnih lokacija. HRT počinje analogno prikazivanje preko satelita Eutelsat 1 29. kolovoza 1991. uz usluge Austria Telecoma, a od 19. lipnja 1992. službu preuzima vlastita satelitska postaja na Eutelsatu 2. Hrvatska radiotelevizija je te godine i službeno istupila iz JRT-a. Početkom 1995. u Dom Radiotelevizije na Prisavlju seli se i Radio te je prvi put u povijesti većina djelatnosti Hrvatske radiotelevizije smještena na jednome mjestu. Tijekom čitavoga Domovinskoga rata HRT osobito doprinosi ratnim naporima i očuvanju morala gledatelja posebnim programom, poput programa Za slobodu, Gardijada i sl. Posebno je bila bitna pobjeda u medijskom ratu protiv Srbije, u kojem je veliku ulogu odigrala emisija Slikom na sliku. Tijekom agresije na Hrvatsku smrtno je stradalo 14 novinara i tehničara HRT-a.[nedostaje izvor]

### Od 2000. do danas
Liberalizacijom televizijskoga prostora u Republici Hrvatskoj i osnivanjem komercijalnih TV kuća, HRT dobiva konkurenciju. Istodobno gubi koncesiju na treći televizijski program. Godine 2010. počinje prijelaz s analognoga na digitalni TV signal u Hrvatskoj, što je dovršeno 2011. godine.
Dana 1. siječnja 2018. godine Hrvatska radiotelevizija pokrenula je peti televizijski program pod nazivom HRT 5, a danas je HRT International namijenjen Hrvatima izvan Republike Hrvatske te međunarodnoj javnosti.
U svibnju 2020. godine HRT International kanali i radio mijenjaju HRT International i Glas Hrvatske.
Početkom 2023. godine s emitiranjem su započeli specijalizirani glazbeni kanali Hrvatski radio Klasik i Hrvatski radio Pop. A od 1. veljače su krenula još 4 kanala: HR Rock, HR Klape, HR Jazz, HR Zvuci tamburice.
Također, na Badnjak se pokreće kanal Božić dolazi.

## Organizacija
Tijela Hrvatske radiotelevizije su: Glavni ravnatelj HRT-a, Ravnateljstvo HRT-a, Nadzorni odbor HRT-a i Programsko vijeće HRT-a.

### Glavni ravnatelj HRT-a
Hrvatskom radiotelevizijom upravlja Glavni ravnatelj Hrvatske radiotelevizije u skladu sa Zakonom o Hrvatskoj radioteleviziji i Statutom Hrvatske radiotelevizije. Glavnoga ravnatelja Hrvatske radiotelevizije na temelju Zakona o Hrvatskoj radioteleviziji imenuje Hrvatski sabor na mandat od pet godina. Postupak imenovanja i razrješenja Glavnoga ravnatelja Hrvatske radiotelevizije utvrđen je Zakonom o Hrvatskoj radioteleviziji.
Glavni ravnatelj zastupa i predstavlja Hrvatsku radioteleviziju i odgovoran je za zakonitost njezina poslovanja, za uspješno ostvarivanje njezine djelatnosti, za financijsko poslovanje i ostvarivanje programskih načela utvrđenih Zakonom o Hrvatskoj radioteleviziji. Glavni ravnatelj odgovoran je za to da se rad i poslovanje ostvaruju sukladno Zakonu o Hrvatskoj radioteleviziji i Statutu Hrvatske radiotelevizije te drugim propisima i Ugovorom s Vladom Republike Hrvatske.
Položaj Glavnoga ravnatelja i glavnih urednika na Hrvatskoj radioteleviziji nespojiv je s dužnošću u tijelima državne vlasti, tijelima jedinica područne (regionalne) i lokalne samouprave te tijelima političkih stranaka.
Prema Zakonu o Hrvatskoj radioteleviziji, Glavni ravnatelj Hrvatske radiotelevizije:
- upravlja Hrvatskom radiotelevizijom te vodi njezino poslovanje;
- odlučuje o raspolaganju imovinom Hrvatske radiotelevizije sukladno Statutu Hrvatske radiotelevizije;
- predlaže Nadzornomu odboru Hrvatske radiotelevizije Statut Hrvatske radiotelevizije, koji potvrđuje Hrvatski sabor;
- donosi opće akte Hrvatske radiotelevizije, osim onih koje donosi Ravnateljstvo Hrvatske radiotelevizije, Programsko vijeće Hrvatske radiotelevizije i Nadzorni odbor Hrvatske radiotelevizije;
- predlaže Nadzornomu odboru Hrvatske radiotelevizije program rada Hrvatske radiotelevizije;
- utvrđuje, nakon provedene javne rasprave i pribavljenih mišljenja Programskoga vijeća Hrvatske radiotelevizije i Nadzornoga odbora Hrvatske radiotelevizije, prijedlog Ugovora iz članka 13. Zakona o Hrvatskoj radiotelevizije, koji dostavlja Vladi Republike Hrvatske;
- predlaže financijski plan Hrvatske radiotelevizije te njegove promjene;
- predlaže završni račun Hrvatske radiotelevizije;
- odgovoran je za izradu akata i materijala potrebnih za rad Programskoga vijeća Hrvatske radiotelevizije i Nadzornoga odbora Hrvatske radiotelevizije;
- na temelju provedenoga javnog natječaja uz prethodno pribavljeno mišljenje novinara i drugih zaposlenika iz članka 20. stavka 5. Zakona o Hrvatskoj radioteleviziji imenuje i razrješava glavne urednike na Hrvatskoj radioteleviziji;
- na temelju provedenoga javnog natječaja, a na prijedlog glavnoga urednika na Hrvatskoj radioteleviziji, imenuje i razrješava urednike pojedinih programa sukladno Statutu Hrvatske radiotelevizije;
- najmanje jednom godišnje ili na zahtjev podnosi izvješće i Nadzornomu odboru Hrvatske radiotelevizije i Programskomu vijeću Hrvatske radiotelevizije;
- obavlja i druge poslove u skladu sa zakonom i Statutom Hrvatske radiotelevizije.[13]

Ako se pri izradi godišnjih ili drugih financijskih izvješća ili u drugoj prilici ustanovi da u Hrvatskoj radioteleviziji postoji gubitak, Glavni ravnatelj Hrvatske radiotelevizije mora odmah, a najkasnije u roku od osam dana, o tome izvijestiti Ravnateljstvo Hrvatske radiotelevizije, Programsko vijeće Hrvatske radiotelevizije, Nadzorni odbor Hrvatske radiotelevizije i osnivača.
| Glavni ravnatelji kroz povijest |                                   |                                       |
| Godine                          | Ravnatelj                         | Službeni naziv ustanove               |
| 1926. – 1938.                   | Ivo Štern                         | Radio Zagreb                          |
| 1938. – 1940.                   | Vojko Schauff                     | Radio Zagreb                          |
| 1940. – 1941.                   | Vladimir Kovačić                  | Radio Zagreb                          |
| 1941. – 1945.                   | Radovan Latković                  | Hrvatski krugoval                     |
| 1945. – 1946.                   | Zdenko Ružić                      | Radio Zagreb                          |
| 1946. – 1949.                   | Josip Zmazek                      | Radio Zagreb                          |
| 1949. – 1950.                   | Ivan Leko                         | Radio Zagreb                          |
| 1950. – 1952.                   | Zlatko Sinobad                    | Radio Zagreb                          |
| 1952. – 1954.                   | Ivo Sarajčić                      | Radio Zagreb                          |
| 1954. – 1963.                   | Ivan Šibl                         | Radio Zagreb / Radiotelevizija Zagreb |
| 1963. – 1972.                   | Ivo Bojanić                       | Radiotelevizija Zagreb                |
| 1972.                           | Vojko Trs                         | Radiotelevizija Zagreb                |
| 1972. – 1981.                   | Franko Winter                     | Radiotelevizija Zagreb                |
| 1981. – 1986.                   | Branko Puharić                    | Radiotelevizija Zagreb                |
| 1986. – 1990.                   | Veljko Knežević                   | Radiotelevizija Zagreb                |
| 1990.                           | Tomislav Jeličić, v.d. ravnatelja | Hrvatska radiotelevizija              |
| 1990. – 1991.                   | Hrvoje Hitrec                     | Hrvatska radiotelevizija              |
| 1991. – 1995.                   | Antun Vrdoljak                    | Hrvatska radiotelevizija              |
| 1995. – 1996.                   | Ivan Parać                        | Hrvatska radiotelevizija              |
| 1996. – 1998.                   | Ivica Mudrinić                    | Hrvatska radiotelevizija              |
| 1998. – 2000.                   | Ivan Vrkić                        | Hrvatska radiotelevizija              |
| 2000. – 2007.                   | Mirko Galić                       | Hrvatska radiotelevizija              |
| 2007. – 2009.                   | Vanja Sutlić                      | Hrvatska radiotelevizija              |
| 2009. – 2011.                   | Josip Popovac, v.d. ravnatelja    | Hrvatska radiotelevizija              |
| 2011. – 2012.                   | Josip Popovac                     | Hrvatska radiotelevizija              |
| 2012.                           | Domagoj Novokmet, v.d. ravnatelja | Hrvatska radiotelevizija              |
| 2012. – 2016.                   | Goran Radman                      | Hrvatska radiotelevizija              |
| 2016.                           | Siniša Kovačić, v.d. ravnatelja   | Hrvatska radiotelevizija              |
| 2016. – 2017.                   | Blago Markota, v.d. ravnatelja    | Hrvatska radiotelevizija              |
| 2017. – 2021.                   | Kazimir Bačić                     | Hrvatska radiotelevizija              |
| 2021.                           | Renato Kunić, v.d. ravnatelja     | Hrvatska radiotelevizija              |
| 2021. – danas                   | Robert Šveb                       | Hrvatska radiotelevizija              |

### Ravnateljstvo HRT-a
Ravnateljstvo Hrvatske radiotelevizije čine Glavni ravnatelj Hrvatske radiotelevizije i ravnatelji ustrojbenih jedinica Hrvatske radiotelevizije: ravnatelj Poslovne jedinice Program, ravnatelj Poslovne jedinice Produkcija, ravnatelj Poslovne jedinice Tehnologija i ravnatelj Poslovne jedinice Poslovanje. Radom Ravnateljstva Hrvatske radiotelevizije rukovodi Glavni ravnatelj Hrvatske radiotelevizije. Ravnateljstvo prema nalogu Nadzornoga odbora Hrvatske radiotelevizije, a u skladu s odlukama Glavnoga ravnatelja Hrvatske radiotelevizije, ispravlja nepravilnosti iz djelokruga svakoga člana Ravnateljstva; prema upozorenju Programskoga vijeća Hrvatske radiotelevizije, a u skladu s odlukama Glavnoga ravnatelja Hrvatske radiotelevizije, ispravlja nepravilnosti u provedbi programskih načela i ugovornih obveza iz djelokruga svakoga člana Ravnateljstva Hrvatske radiotelevizije; donosi poslovnik o svojemu radu te obavlja i druge poslove utvrđene Zakonom o Hrvatskoj radioteleviziji i Statutom Hrvatske radiotelevizije te odlukama Glavnoga ravnatelja Hrvatske radiotelevizije.

### Nadzorni odbor HRT-a
Nadzorni odbor HRT-a ima pet članova. Četiri člana Nadzornog odbora HRT-a imenuje i razrješava Hrvatski sabor na način i po postupku utvrđenom Zakonom o HRT-u. Jedan član Nadzornog odbora HRT-a je predstavnik djelatnika HRT-a koji se imenuje i razrješava u skladu sa Zakonom o HRT-u i Zakonom o radu. Mandat članova Nadzornog odbora traje četiri godine. Nadzorni odbor obavlja poslove utvrđene Zakonom o HRT-u i Statutom HRT-a. Način rada Nadzornog odbora HRT-a uređuje se Poslovnikom o radu Nadzornog odbora HRT-a.

### Programsko vijeće HRT-a
Programsko vijeće HRT-a zastupa i štiti interes javnosti provođenjem nadzora programa i unapređenjem radijskog i audiovizulanog programa te drugih audio, audiovizualnih i multimedijskih usluga. Vijeće ima jedanaest članova. Hrvatski sabor bira i razrješava devet članova Vijeća HRT-a. Izbor članova Hrvatski sabor obavlja temeljem javnog poziva koji objavljuje i provodi Odbor za informiranje, informatizaciju i medije Hrvatskog sabora. Dva člana Vijeća HRT-a biraju i razrješuju novinari i drugi zaposlenici HRT-a koji kreativno sudjeluju u stvaranju programa HRT-a na način predviđen Zakonom o HRT-u i Statutom HRT-a. Vijeće HRT-a sastaje se u pravilu jednom svaka tri mjeseca, a najmanje jedanput godišnje podnosi izvješće Hrvatskom saboru o svom radu i o provedbi programskih načela i obveza HRT-a utvrđenih zakonom i Ugovorom iz čl. 13 Zakona o HRT-u. Rad Vijeća HRT-a je javan.
Vijeće HRT-a imenuje i razrješava predsjednika Vijeća HRT-a. Mandat predsjednika i članova Vijeća traje četiri godine, a svake dvije godine imenuje se polovina članova Vijeća HRT-a. Ista osoba najviše dva puta može bit izabrana za člana Vijeća HRT-a. Vijeće HRT-a imenuje povjerenika za korisnike usluga HRT-a koji je zadužen za razmatranje pritužbi i prijedloga gledatelja, slušatelja i drugih korisnika usluga HRT-a. Povjerenik dva puta godišnje podnosi izvješće Vijeću HRT-a koje je dužno o tome raspravljati na prvoj sljedećoj sjednici.

### Komunikacije HRT-a
Radna jedinica Komunikacije Hrvatske radiotelevizije zadužena je za upravljanje unutrašnjom i vanjskom komunikacijom, komunikacijom sa strateškim dionicima te organizacijom i provedbom komunikacijskih, protokolnih i društveno odgovornih projekata Hrvatske radiotelevizije. Sastoji se od triju služba: Službe za unutrašnje komunikacije, Službe za vanjske komunikacije i Službe za promociju programskih sadržaja. U okviru Radne jedinice Komunikacije djeluje i Kontaktni centar te samostalni i neovisni povjerenik za korisnike usluga Hrvatske radiotelevizije.
Temeljni cilj svih aktivnosti Radne jedinice Komunikacije jest komunikacija s korisnicima usluga Hrvatske radiotelevizije, odnosno slušateljima i gledateljima njezinih programa, čitateljima njezinih mrežnih stranica te s njezinim zaposlenicima. Zaposlenici Radne jedinice Komunikacije pažljivo razmatraju svaki dobiveni upit i prijedlog te svaku napomenu bez obzira na to odnose li se oni na program ili tehničke probleme ili su upućeni vodstvu HRT-a. Svim se korisničkim upitima, prijedlozima i napomenama pristupa s punom pozornošću te ih se usmjerava na prave adrese unutar HRT-a kako bi se u obzir uzeo svaki konstruktivan prijedlog te poboljšao program na zadovoljstvo svih korisnika usluga HRT-a.

## Programi Hrvatske radiotelevizije
Hrvatska radiotelevizija ima tri nacionalne radiopostaje (Prvi program Hrvatskoga radija, Drugi program Hrvatskoga radija i Treći program Hrvatskoga radija), osam područnih radiopostaja (HRT – Radio Dubrovnik, HRT – Radio Knin, HRT – Radio Osijek, HRT – Radio Pula, HRT – Radio Rijeka, HRT – Radio Sljeme, HRT – Radio Split, HRT – Radio Zadar) i osam podeučnih centara, četiri zemaljska televizijska programa (Prvi program Hrvatske televizije, Drugi program Hrvatske televizije, Treći program Hrvatske televizije i Četvrti program Hrvatske televizije) i jedan satelitski televizijski program koji se odašilje na hrvatskome jeziku. Od 1997. radijski i televizijski programi Hrvatske radiotelevizije također se odašilju u digitalnoj tehnici preko satelita za cijelu Europu. Međunarodni program HRT International prikazuje se u cijeloj Europi i šire, osobito u državama s velikim brojem hrvatskih iseljenika, primjerice Australiji te Sjevernoj i Južnoj Americi. Hrvatski radio odašilje i tri posebna međumrežna programa.

### Televizijski programi

#### Nacionalni programi
- HRT – HTV 1: vijesti, dokumentarci, religijski program, mozaične emisije, serije i filmovi
- HRT – HTV 2: sport, glazba, serije i filmovi, obrazovni program
- HRT – HTV 3: obrazovni, kulturno-umjetnički i znanstveni program
- HRT – HTV 4: informativni program
- HRT International: vijesti, sport, glazba, dokumentarci, religijski program, mozaične emisije, serije i filmovi, obrazovni program za hrvatsko iseljeništvo i međunarodnu javnost u Europi, Sjevernoj Americi, Australiji i na Novome Zelandu.[9]

#### Područni TV centri
- HRT područni centar Čakovec-Varaždin
- HRT područni centar Osijek
- HRT područni centar Rijeka
- HRT područni centar Pula
- HRT područni centar Split
- HRT područni centar Dubrovnik
- HRT područni centar Zadar
- HRT područni centar Šibenik-Knin

### Radijski programi

#### Nacionalne radijske postaje
- HRT – HR 1: informativni program, religijske emisije, obrazovno-znanstvene emisije, domaća glazba
- HRT – HR 2: domaća i strana pop glazba, servisne informacije, športski prijenosi, vijesti za strance
- HRT – HR 3: vijesti iz kulture i umjetnosti, dramski program, klasična i jazz glazba

### Poznate emisije
- Plodovi zemlje
- Dnevnik HTV-a
- TV kalendar
- Lijepom našom
- Slika Hrvatske, emisija za Hrvate u inozemstvu

## Studijske prostorije
| Studio                      | Veličina | Emisije |
| --------------------------- | -------- | --- |
| Studio 1                    | n/n      | studio za znakovni govor, bivši mali najavljivači studio s jednom kamerom                                   |
| Studio 2                    | n/n      | prenamijenjen u režiju za HTV 4, bivši mali najavljivači studio s jednom kamerom                            |
| Studio 3                    | n/n      | prenamijenjen u režiju za HTV 2, bivši mali najavljivači studio s jednom kamerom                            |
| Studio 4                    | 80 m2    | studio kanala HTV 4, bivši studio Dnevnika                                                                  |
| Studio 5                    | n/n      | ugašeni SD studio, prije korišten za vijesti na HTV 2                                                       |
| Studio 6                    | 220 m2   | kulturne i obrazovne emisije te emisije Peti dan, Plodovi zemlje, studio emisije Stadion i UEFA Lige prvaka |
| Studio 7                    | 360 m2   | emisije Tko želi biti milijunaš?, Potjera, Juhuhu, Godina za pamćenje, TV Bingo                             |
| Studio 8                    | 192 m2   | virtualni studio za emisije Loto, Istrage prometnih nesreća                                                 |
| Studio 9 - Angel Miladinov  | 430 m2   | emisije Dobro jutro, Hrvatska, Dr. Beck, Kod nas doma, Nedjeljom u dva, Otvoreno                            |
| Studio 10 - Anton Marti     | 952 m2   | emisije Volim Hrvatsku, A strana, Dora 2024., The Voice, Superpotjera                                       |
| Studio 11 - Zvonimir Bajsić | n/n      | koncerti orkestara HRT-a, emisija Božić velikih želja, backstage Dore 2024.                                 |
| Studio 12                   | 320 m2   | Dnevnik, Vijesti                                                                                            |

## Novi mediji
Hrvatska radiotelevizija sustavno prati trendove moderne komunikacije sa svojom publikom, a poseban iskorak učinjen je u području mobilnih aplikacija kojima programske sadržaje približava publici neovisno o mjestu na kojemu se ona nalazi. S tom namjerom HRT nudi aplikacije HRTi i The Voice Hrvatska, a na listu najpopularnijih aplikacija za uređaje Android ušla je i aplikacija dječjeg portala Juhuhu.

### HRTi
Hrvatska radiotelevizija je u listopadu 2015. pokrenula novu, besplatnu multimedijsku uslugu HRTi, koja korisnicima usluga javnoga servisa preko mobilnih platforma (mobitela, prijenosnih računala, tableta itd.) omogućuje gledanje i slušanje uživo svih 12 radijskih, 1 digitalni radio i 4 televizijska HRT-ova kanala. Pored toga, ta nova usluga nudi videoteku i slušaonicu odnosno gledanje i slušanje sadržaja na zahtjev.
Cilj je usluge HRTi povećati dostupnost i vidljivost HRT-ovih kanala i sadržaja, pokrenuti interaktivnu komunikaciju s gledateljima te povećati kvalitetu usluge u dinamičnome medijskom okruženju. Posebnost je nove HRT-ove usluge u tome što se emitira mrežno, odnosno Over-the-top (OTT). Riječ je o sustavu koji krajnjim korisnicima omogućava pristup audiovizualnomu sadržaju i korištenje njime preko javne otvorene mrežne infrastrukture. Posebna je važnost usluge i u tome što će gledatelji HRT-a koji imaju problema u primanju zemaljskog (DVB-T2) signala zbog smetnji talijanskih televizija pomoću usluge HRTi moći nesmetano pratiti sadržaje javnoga servisa. Zainteresirani se korisnici uslugom HRTi mogu koristiti na platformama poput osobnih računala s operativnim sustavima Windows 7 i novijima te Mac OS X 10.7 i novijima, uz korištenje standardnih internetskih preglednika. Za korištenje uslugom na pametnim telefonima koji rade na operativnim sustavima Android, iOS i Windows Phone, potrebno je preuzeti aplikaciju sa stranica HRT-a. Za pristup putem računala nije potrebna aplikacija, nego se korisnici samo moraju registrirati putem HRT-ovih mrežnih stranica.

### The Voice Hrvatska
Početkom 2016. godine, uz početak emitiranja druge sezone glazbenog showa The Voice – Najljepši glas Hrvatske, Hrvatska radiotelevizija pokrenula je aplikaciju The Voice Hrvatska: ta je aplikacija vrlo brzo pronašla put do korisnika s obzirom na to da donosi sadržaj koji gledatelji tog showa ne mogu vidjeti na ostalim plaftormama (internetskoj stranici showa, društvenim mrežama i televizijskim ekranima). Aplikacija je korisnicima omogućavala i da budu peti mentor putem nagradnih igara u kojima mogu predviđati kojim će se natjecateljima mentori okrenuti, a također su mogli i ocjenjivati nastupe izvođača u showu. Do sredine veljače 2016. aplikaciju je preuzelo gotovo 10 000 korisnika. Završetkom emitiranja show programa, aplikacija je ukinuta.

### Juhuhu
Hrvatska radiotelevizija ponudila je još jednu mogućnost pristupa dječjim programskim sadržajima te u suradnji s UNICEF-om pokrenula dječji portal Juhuhu. Portal i aplikacije omogućuju roditeljima i institucijama koje se skrbe o djeci siguran, jednostavan i lak pristup sadržajima putem stolnoga i prijenosnoga računala te tableta i mobitela. Na portalu se mogu na jednome mjestu pronaći mnoge televizijske i radijske emisije te igre namijenjene djeci od tri do jedanaest godina. Sve je sadržaje osmislila i pripremila ekipa HRT-ova Produkcijskoga odjela Djeca i mladi kako bi roditeljima i djeci u svakome trenutku i u sigurnome okružju učinila jednostavno dostupnim kvalitetan program. Sadržaj je podijeljen na emisije namijenjene djeci od tri do šest godina te na emisije namijenjene djeci od šest do jedanaest godina, a popis i kratak opis emisija nalazi se u "Kutku za odrasle" u rubrici "Emisije i igre". Načelo portala je Gledaj, slušaj i igraj se, a korisnici portala mogu – bez straha da će naići na neprimjeren sadržaj – sami odlučivati o tomu kojemu će sadržaju i kada pristupiti. Dio namijenjen roditeljima i stručnjacima koji rade s djecom sadržava tekstove povezane s djecom i medijima te osnovne informacije o sadržaju portala kako bi što jednostavnije pronašli sadržaj koji ih zanima i dobili o njemu potrebne informacije.

### PortalDani ponosa
Dana 1. travnja 2016., u godini u kojoj obilježava 90. obljetnicu postojanja Hrvatskoga radija i 60. obljetnicu postojanja Hrvatske televizije, Hrvatska je radiotelevizija pokrenula i poseban mrežni portal Dani ponosa. Portal je posvećen očuvanju spomena na Domovinski rat i doprinosu koji su u obrani domovine dali hrvatski branitelji i svi sudionici Domovinskoga rata te promicanju istine o Domovinskome ratu. Zahvaljujući svojim bogatim arhivima, Hrvatska će radiotelevizija na tom portalu objavljivati i neke od najvažnijih trenutaka iz novije hrvatske povijesti, a portal će biti središnje mjesto na kojemu će i obrazovne ustanove moći pronaći vrijedne sadržaje koji će im biti korisni u nastavi o Domovinskome ratu.

### PortalŠkolski HRT
U godini obilježavanja 90. obljetnice postojanja Hrvatskoga radija i 60. obljetnice postojanja Hrvatske televizije, Hrvatska je radiotelevizija učinila novi iskorak prema multimedijskoj dostupnosti programskih sadržaja i pokrenula mrežni portal Školski HRT. Cilj je omogućiti učenicima od prvoga razreda osnovne do četvrtoga razreda srednje škole, roditeljima, nastavnicima i zaposlenicima u obrazovno-odgojnim ustanovama u Republici Hrvatskoj siguran, jednostavan i lagan pristup školskim sadržajima za djecu i mlade u svako doba i na svakome mjestu gdje postoji internet i računala, tableti i mobiteli. Svrha je toga portala da nove naraštaje nadahne i zainteresira za znanost, tehniku, tehnologiju, umjetnost i jezike, da promiče društvenu odgovornost, kritičko mišljenje, inovativnost, inicijativnost i kulturu učenja, što je i među temeljnim zadacima javnoga medijskog servisa u Republici Hrvatskoj.
Portal Školski HRT tematski je podijeljen prema sadržajima koji obrađuju nastavno gradivo iz osnovnih i srednjih škola te sociološke, psihologijske i pedagoške teme iz života učenika i škole. Sadržava i videoisječke u kojima stručnjaci za nastavnike i roditelje govore o odgojnim, obrazovnim i nastavnim temama, a sadržaj stranica među ostalim čine i emisije Hrvatskoga radija i Hrvatske televizije. Školsko je gradivo raspoređeno prema predmetima i međupredmetnim sadržajima te prema razredima, emisijama i serijama. Portal skolski.hr ima i tražilicu s pomoću koje se sadržaj može pretraživati prema ključnome nazivu ili nazivima.

### HRT Meteo
HRT Meteo jedinstvena je aplikacija za pametne telefone koja omogućuje praćenje mjerenja i motrenja sa službenih meteoroloških postaja Državnoga hidrometeorološkoga zavoda (DHMZ) i meteoroloških službi drugih zemalja prema standardima Svjetske meteorološke organizacije te prognoze DHMZ-a koje su se do sada mogle čuti samo na lokalnim postajama Hrvatskoga radija i gledati u emisijama s meteorološkim sadržajem na programima Hrvatske televizije. Dostupan je i jednominutni video zapis, u kojemu meteorolog daje sažeti osvrt na najvažnije značajke aktualnog i budućeg vremena u Hrvatskoj, kao i mnogobrojni izvještaji Hrvatskog autokluba te slike njegovih kamera u većini hrvatskih krajeva: od koristi mogu biti i informacije o izlascima i zalascima Sunca te Mjesečevim mijenama. Za razliku od gotovo svih ostalih sličnih aplikacija, u kojima su vremenske prognoze rezultat kompjutorskog izračuna jednog modela atmosfere, u HRT Meteo školovani meteorolozi-prognostičari s višegodišnjim iskustvom svakodnevno analiziraju podatke aktualnog vremena i prognoze stotinjak izračuna različitih modela atmosfere te daju svoje procjene budućeg stanja atmosfere i mora za mjesta i područja, što je dan prognoze dalji od trenutka prognoziranja, područje je veće. Osim prognoza, dostupna su i upozorenja na opasne vremenske pojave, koja se pojavljuju u aplikaciji samo koju minutu nakon što ih je napisao meteorolog u DHMZ-u.

## Međunarodna suradnja
Nakon 1945. godine Radio Zagreb, a zatim i tadašnja RTV Zagreb, bili su – kao dijelovi negdašnje Jugoslavenske radiotelevizije – članovi tadašnje Eurovizije, odnosno Europske unije radiotelevizija. Nakon osamostaljenja i međunarodnoga priznanja Republike Hrvatske te primanja u Ujedinjene narode, Hrvatska je radiotelevizija 1. siječnja 1993. postala punopravni član Europske unije radiotelevizija.

## Mjesečna pristojba
Mjesečna pristojba je naknada koju plaćaju vlasnici odnosno posjednici prijamnika u Republici Hrvatskoj za funkcioniranje javnoga radiotelevizijskog servisa koji prema njima ima posebne, zakonom precizno određene obveze. Hrvatska radiotelevizija pristojbu ubire izravno, čime se osigurava financijska i programska neovisnost nužna za kvalitetno obavljanje zadaća javnoga servisa. Mjesečnu je pristojbu dužan plaćati svatko tko ima u vlasništvu ili posjedu radijski i televizijski prijamnik odnosno drugi uređaj za prijam radijskoga ili audiovizualnoga programa na području Republike Hrvatske koje je pokriveno prijenosnim signalom. Kućanstva koja u vlasništvu ili posjedu imaju dva ili više prijamnika plaćaju jednu mjesečnu pristojbu. Dakle, za jedan je iznos pristojbe unutar istoga kućanstva moguće imati neograničen broj uređaja za prijam audiosignala ili audiovizualnoga signala neovisno o tome je li riječ o televizoru, radiju, stolnome ili prijenosnome računalu odnosno pametnome telefonu. Prema Zakonu o Hrvatskoj radioteleviziji pristojba iznosi 1,5 % prosječne mjesečne neto plaće u Hrvatskoj.

## Vanjske poveznice

### Sestrinski projekti
|  | Zajednički poslužitelj ima još gradiva o temi Hrvatska radiotelevizija |

|  | Zajednički poslužitelj ima još gradiva o temi hrvatski televizijski voditelji |

### Mrežna mjesta
- Službene mrežne stranice Hrvatske radiotelevizije
- obljetnica.hrt.hr – Vremeplov HRT-a i Leksikon radija i televizije
- Službene mrežne stranice dječjeg portala HRT-a "Juhuhu"
- HRT: The Voice – Najljepši glas Hrvatske (službene stranice)
- Službeni YouTube kanal Hrvatske radiotelevizije
- Hrvatska radio-televizija Hrvatska enciklopedija. LZMK
- LZMK / Proleksis enciklopedija: Hrvatska radio-televizija